# Vitinho (futebolista)
Victor Vinícius Coelho dos Santos (Rio de Janeiro, 9 de outubro de 1993), mais conhecido como Vitinho, é um futebolista brasileiro que atua como atacante. Atualmente joga pelo Corinthians.

## Carreira

### Início
Vitinho nasceu e cresceu na Nova Brasília, uma das favelas do Complexo do Alemão. Começou jogando bola nas peladas de rua de seu bairro e na região era conhecido como Pará, em referência as raízes de sua família. Seu pai, Rinaldo, sustentava a família com o salário da construção civil. Com a separação de seus pais (Vitinho tinha 11 anos), começou a alternar entre Nova Brasília, onde morava e defendia o União, um projeto social voltado ao futebol e onde foi seu primeiro time, e Bonsucesso, onde estudava na Escola Municipal Pedro Lessa e jogava na escolinha da Associação Cohab Futebol Clube. Nessa época, Vitinho ainda jogava no Mello Tênis Clube, na Vila da Penha, como atacante. Formava uma dupla entrosada com Wellington Silva. O único título do clube foi justamente um citadino em 2001, no Sub-9, por obra Vitinho e Wellington.

### Sendas
Seu pai, um de seus maiores entusiastas, estava no supermercado Pão de Açúcar quando viu um cartaz para a Copa Sendas, uma competição feita pelo clube recém-criado Sendas (hoje Audax Rio) e inscreveu Vitinho, que acabou sendo aprovado. Quando o jogador chegou ao clube era muito franzino, pois se alimentava mal em casa. Por isso, o Audax precisou fazer uma reeducação alimentar com Vitinho, que ficava em período integral no clube, todos os dias. Tomava café da manhã, almoçava e jantava, além dos trabalhos de musculação.

### Botafogo
Michel Cravo, gerente executivo do Botafogo, e o presidente do clube à época, Mauricio Assumpção, eram colegas em um MBA em Gestão e Marketing Esportivo. Por coincidência, se encontraram nas arquibancadas do CT do Sendas. Decidiram ver juntos a semifinal de turno do Estadual Juvenil de 2010 entre Botafogo e Audax, partida em que Vitinho se destacou. Logo após o fim, Assumpção exigiu a contratação do jovem atacante, que ingressou nas categorias de base do clube carioca em 2011.
| “                    | Foi o Botafogo que viu o Victor, mapeou, propôs parceria com o Audax e fez ele evoluir como jogador. Foi o Botafogo que criou o garoto, não essa empresa que hoje se diz dona. | ” |
| — Mauricio Assumpção | |   |

Desde que chegou à base do Botafogo, Vitinho foi destaque ganhando diversos prêmios individuais e títulos ao lado dos jogadores da sua geração. Vitinho começou a despertar atenção dos torcedores pelo seu desempenho na base, principalmente após atuações contra Milan e Juventus pelo torneio juvenil de Tirreno e Sport na Itália, o que gerou uma grande expectativa na torcida. A sua estreia no profissional foi adiada devido a um acidente em casa em que ele caiu em um buraco. Vitinho teve a sua estreia no Campeonato Carioca de 2013, e teve como momento marcante no torneio e no próprio Botafogo um gol de voleio decisivo contra o Flamengo, que foi o seu primeiro gol como profissional após ele entrar na partida. Ao final da competição, Vitinho foi eleito a revelação do torneio.
Durante o Campeonato Brasileiro e a Copa do Brasil, o Engenhão foi interditado, fazendo o Botafogo perder jogadores titulares como Fellype Gabriel, Andrezinho, Elkeson, Jadson e Márcio Azevedo. Com isso, aumentou a responsabilidade de Vitinho em se tornar protagonista da equipe com o enfraquecimento do plantel, o que resultou na sua transformação como um dos principais jogadores do clube. Vitinho destacou-se em jogos contra Atlético Mineiro e Internacional, pela Copa do Brasil e pelo Brasileirão, respectivamente, o que culminou na sua saída do clube no segundo do turno Campeonato Brasileiro. O atacante recebeu uma oferta milionária de fora do país que coincidiu com a crise financeira do clube e que o fez abrir mão dos prêmios individuais considerados certos pela mídia esportiva, como os prêmios de revelação e craque da competição. Em números, Vitinho era o jogador que mais driblava, segundo que mais finalizava e era o atacante que mais desarmava no país.
Vitinho acertou com o CSKA Moscou em agosto, na maior venda da história do Botafogo, mesmo com a transferência sendo contestada pela torcida. No entanto, a venda não foi lamentada pelos adversários alvinegros no Campeonato Brasileiro.

### CSKA Moscou

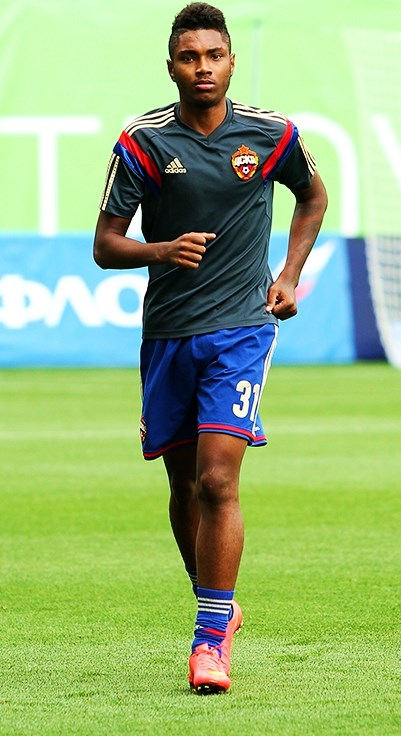
Vitinho durante um treino pelo CSKA Moscou em 2014

Após ser destaque pelo Botafogo no Brasileirão de 2013, Vitinho foi negociado nos últimos dias da janela internacional de transferência, sendo contratado pelo CSKA Moscou no dia 26 de agosto. O atacante brasileiro assinou com o clube russo por cinco temporadas. Em sua estreia, no dia 8 de setembro, Vitinho marcou um gol pelo novo clube, o terceiro da vitória por 3–0 sobre o Znamya Truda.
No seu primeiro jogo oficial, o brasileiro não marcou, mas também teve boa atuação com direito a bola na trave. Em seu 20º jogo pelo clube, Vitinho fez seu primeiro gol em jogos oficiais somente na temporada 2014–15, na primeira rodada do Campeonato Russo, na vitória de 4 a 1 contra o Torpedo Moscou, fazendo o quarto gol do CSKA.

### Internacional
Em 16 de janeiro de 2015, Vitinho foi cedido por empréstimo até o fim do ano para ao Internacional. Estreou pelo clube na segunda rodada do Campeonato Gaúcho, no empate por 4 a 4 contra o São José, em jogo realizado no Estádio Beira Rio. Vitinho foi um dos artilheiros do time colorado em 2015, sendo o artilheiro do clube no Campeonato Brasileiro, com 11 gols marcados e seis assistências distribuídas, o que fez o clube renovar seu empréstimo por mais um ano.
Já na temporada 2016, não teve o mesmo destaque do ano anterior e viu o Inter ser rebaixado para a Série B. Cotado para reforçar times como o Flamengo em 2017, Vitinho acabou retornando ao CSKA. Ao todo, atuou em 98 partidas pelo clube colorado, tendo feito 28 gols e 13 assistências.

### Flamengo

#### 2018

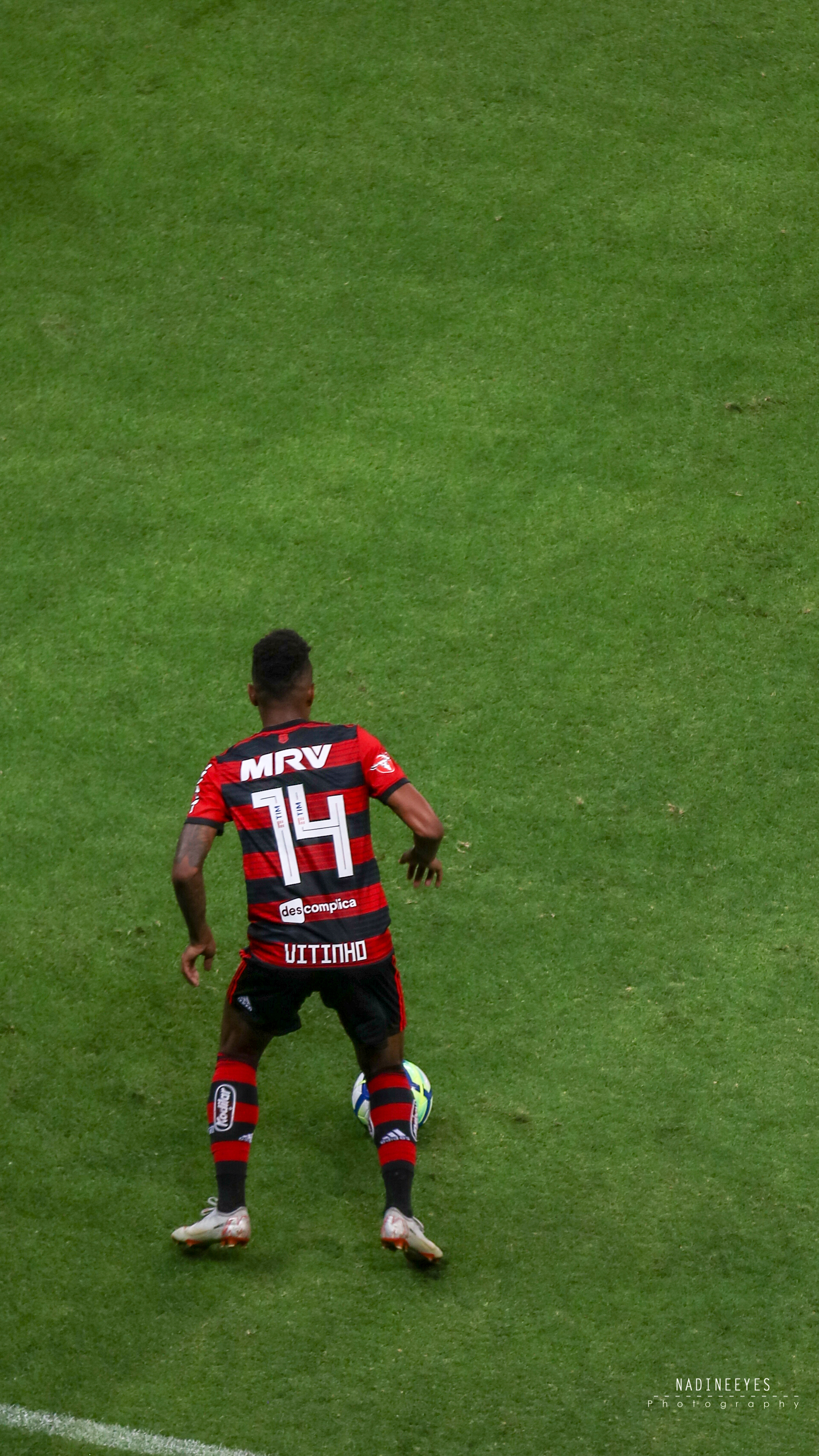
Vitinho atuando pelo Flamengo em 2018

No dia 24 de julho de 2018, Vitinho foi contratado pelo Flamengo por um valor de 10 milhões de euros (cerca de R$ 44 milhões), tornando-se assim a contratação mais cara da história do clube, e a segunda do futebol brasileiro em geral. Estreou oficialmente pelo Flamengo no dia 1 de agosto, no empate de 1 a 1 no duelo contra o Grêmio pela Copa do Brasil, entrando no segundo tempo no lugar de Marlos Moreno e fazendo uma boa partida, ajudando seu time a conseguir um resultado importante no final do jogo, onde Lincoln marcou o gol de empate. Fez seu primeiro gol com a camisa do Flamengo no dia 5 de setembro, marcando o gol de empate contra o seu ex-clube Internacional. Apesar de balançar as redes, Vitinho não conseguiu impedir a derrota para os colorados.

#### 2019
No começo de 2019, com a saída de Lucas Paquetá para o Milan, Vitinho herdou a camisa 11 que já pertenceu a Lico, Romário, Renato Abreu, entre outros. No dia 21 de abril, marcou o gol do título do Campeonato Carioca sobre o rival Vasco da Gama, o segundo da vitória por 2–0 (formando 4–0 no agregado com o jogo de ida).

#### 2020
Contra o Fluminense, pela final do Campeonato Carioca, no jogo de volta, Vitinho, repetiu o feito do ano passado, marcou o gol do título, na vitória por 1–0 (3–1 no placar agregado), ajudando o Rubro-negro a sagrar-se bicampeão consecutivamente, conquistando também o seu sexto título como jogador pelo clube. Em 23 de agosto, Vitinho alcançou a marca de 100 jogos com a camisa do Flamengo no empate de 1–1 com o Botafogo, válido pela 5ª rodada do Brasileirão, mas só recebeu a camisa de homenagem em 5 de setembro, antes da partida contra o Fortaleza.

#### 2021
No dia 15 de abril, marcou o único gol da derrota por 3–1 para o Vasco, válida pela 9ª rodada do Campeonato Carioca. Já no dia 24 de abril, fez o gol do título da Taça Guanabara, acertando um chute de fora da área e dando a vitória por 2–1 sobre o Volta Redonda. Com esse gol chegou a quatro tentos em dez partidas, já sendo melhor que seu desempenho na temporada anterior, em que havia feito apenas três gols em 28 partidas. Vitinho também balançou as redes no dia 9 de maio, fazendo um dos gols da goleada por 4–0 sobre o Volta Redonda, no jogo de volta da semifinal do Campeonato Carioca.
Voltou a ser decisivo em 13 de junho, na vitória por 2–0 do Flamengo sobre o América Mineiro, dando o passe para os dois gols da partida, feitos Bruno Henrique e Rodrigo Muniz, respectivamente. No dia 16 de junho, contribuiu com um gol na vitória por 2 a 0 sobre o Coritiba, válido pelo jogo de volta das oitavas da Copa do Brasil. Marcou um dos gols do Flamengo na goleada de 5 a 0 sobre o Bahia, na 12a rodada do Campeonato Brasileiro. Marcou dois dos gols do Flamengo na grande vitória de 4 a 1 sobre o Defensa y Justicia, ajudando a garantir a classificação rubro-negra para as quartas da Copa Libertadores da América. Em 6 de agosto, concedeu uma assistência para João Gomes fazer o gol da vitória por 1 a 0 sobre o ABC, no jogo de volta das oitavas da Copa do Brasil.
Fez o último gol do Flamengo na vitória de 4 a 1 sobre o Olimpia, no jogo de ida das quartas da Libertadores. Em 25 de agosto, teve uma grande atuação na vitória de 4 a 0 sobre o Grêmio, válida pela ida das quartas da Copa do Brasil: entrando aos 31' do segundo tempo (placar estava 1 a 0), fez um gol (em penalidade, aos 90+6') e concedeu duas assistências (para Michael e Rodinei, aos 39' e 45', respectivamente), quando o Fla apresentava-se com um jogador a menos. Vitinho voltou a se destacar na vitória fora de casa contra o Palmeiras pela vigésima rodada do Campeonato Brasileiro, ele entrou ainda no primeiro tempo, substituindo um lesionado Arrascaeta, e deu 2 assistências, uma para Pedro e outra para Michael, ajudando o rubro-negro a vencer por 3 a 1, chegando pela primeira vez na carreira a um "duplo duplo"  (Mais de 10 gols e 10 assistências) em uma única temporada.
Voltou a ser participativo em 22 de setembro, dando assistência para Bruno Henrique fazer o 2.º gol do Flamengo na vitória de 2–0 sobre o Barcelona de Guayaquil, no jogo de ida das semifinais da Libertadores. Em 23 de novembro, Vitinho fez os dois gols do Flamengo no empate de 2–2 com o Grêmio, jogo atrasado da 2.ª rodada do Campeonato Brasileiro, ambos no segundo tempo. Tendo deixado o placar favorável em 2 a 0, foi substituído pelo volante Piris da Motta, quando o placar estava em 2 a 1 e o time adversário com um jogador a menos. A troca de Renato Gaúcho foi criticada.

#### 2022
Em 2 de fevereiro, em sua primeira partida na temporada e usando a braçadeira de capitão do time alternativo montado pelo técnico Paulo Sousa, Vitinho teve excelente atuação contra o Boavista em jogo da terceira rodada do Carioca, tendo concedido assistências para os três gols da vitória feitos por Marinho, Pedro e Gabriel, respectivamente. Em 23 de fevereiro, na vitória por 3–1 sobre o Botafogo em jogo válido pela 8ª rodada do Campeonato Carioca, Vitinho chegou a 200 partidas com a camisa do Flamengo, sendo o 6º atleta do elenco a atingir o feito.
Vitinho foi contratado pelo Flamengo em 2018, e chegou sendo a maior contratação da história do clube. No Rubro-Negro, o atacante sempre foi oscilante, participando de grandes títulos como a Libertadores 2019, dois Brasileiros, duas Supercopas do Brasil, uma Recopa Sul-Americana e três estaduais. Apesar disso, não firmou-se. Encerrou sua passagem pela Gávea com 215 jogos e 29 gols.

### Al-Ettifaq
Em 29 de agosto de 2022, foi anunciada sua venda para o Al-Ettifaq da Arábia Saudita. Vitinho marcou seu primeiro gol pelo Al Ettifaq na vitória de 3 a 0 sobre o Al-Batin, em 9 de setembro de 2022, em jogo válido pela terceira rodada da Liga da Arábia Saudita. No dia 28 de maio de 2025, o Al-Ettifaq anunciou a saída do atacante Vitinho. Pelo clube árabe o atacante disputou 64 partidas, com 13 gols marcados, além de 10 assistências.

### Al-Shabab
Em 30 de janeiro de 2024, foi anunciado pelo Al-Shabab por empréstimo até junho daquele ano.

### Corinthians
Em 8 de agosto de 2025, assinou um contrato com o Corinthians até o final de 2026. Em 11 de agosto de 2025, foi anunciado oficialmente pelo clube paulista. Foi apresentado oficialmente no dia 13 de agosto de 2025 no CT Joaquim Grava.

## Estatísticas
Atualizadas até 26 de maio de 2025

### Clubes
| Clube             | Temporada         | Campeonato nacional | Campeonato nacional | Campeonato nacional | Copa nacional[a] | Copa nacional[a] | Copa nacional[a] | Competições continentais[b] | Competições continentais[b] | Competições continentais[b] | Outros torneios[c] | Outros torneios[c] | Outros torneios[c] | Total | Total | Total   |
| Clube             | Temporada         | Jogos               | Gols                | Assist.             | Jogos            | Gols             | Assist.          | Jogos                       | Gols                        | Assist.                     | Jogos              | Gols               | Assist.            | Jogos | Gols  | Assist. |
| ----------------- | ----------------- | ------------------- | ------------------- | ------------------- | ---------------- | ---------------- | ---------------- | --------------------------- | --------------------------- | --------------------------- | ------------------ | ------------------ | ------------------ | ----- | ----- | ------- |
| Botafogo          | 2011              | —                   | —                   | —                   | —                | —                | —                | —                           | —                           | —                           | 1                  | 1                  | 0                  | 1     | 1     | 0       |
| Botafogo          | 2012              | 0                   | 0                   | 0                   | 1                | 0                | 0                | —                           | —                           | —                           | 1                  | 0                  | 0                  | 2     | 0     | 0       |
| Botafogo          | 2013              | 16                  | 4                   | 3                   | 7                | 1                | 0                | —                           | —                           | —                           | 15                 | 5                  | 2                  | 38    | 10    | 5       |
| Botafogo          | Total             | 16                  | 4                   | 3                   | 8                | 1                | 0                | 0                           | 0                           | 0                           | 17                 | 6                  | 2                  | 41    | 11    | 5       |
| CSKA Moscou       | 2013–14           | 10                  | 0                   | 0                   | 3                | 0                | 0                | 5                           | 0                           | 0                           | —                  | —                  | —                  | 18    | 0     | 0       |
| CSKA Moscou       | 2014–15           | 5                   | 1                   | 0                   | —                | —                | —                | 0                           | 0                           | 0                           | 1                  | 0                  | 0                  | 6     | 1     | 0       |
| CSKA Moscou       | 2016–17           | 13                  | 6                   | 6                   | —                | —                | —                | 0                           | 0                           | 0                           | 0                  | 0                  | 0                  | 13    | 6     | 6       |
| CSKA Moscou       | 2017–18           | 30                  | 10                  | 6                   | —                | —                | —                | 16                          | 2                           | 3                           | —                  | —                  | —                  | 46    | 12    | 9       |
| CSKA Moscou       | 2018–19           | —                   | —                   | —                   | —                | —                | —                | —                           | —                           | —                           | 1                  | 0                  | 0                  | 1     | 0     | 0       |
| CSKA Moscou       | Total             | 58                  | 17                  | 12                  | 3                | 0                | 0                | 21                          | 2                           | 3                           | 2                  | 0                  | 0                  | 84    | 19    | 15      |
| Internacional     | 2015              | 33                  | 11                  | 2                   | 3                | 1                | 2                | 4                           | 1                           | 0                           | 9                  | 2                  | 0                  | 49    | 15    | 4       |
| Internacional     | 2016              | 27                  | 8                   | 4                   | 3                | 0                | 1                | —                           | —                           | —                           | 19                 | 6                  | 4                  | 49    | 14    | 9       |
| Internacional     | Total             | 60                  | 19                  | 6                   | 6                | 1                | 3                | 4                           | 1                           | 0                           | 28                 | 8                  | 4                  | 98    | 29    | 13      |
| Flamengo          | 2018              | 22                  | 3                   | 5                   | 4                | 0                | 0                | 2                           | 0                           | 0                           | —                  | —                  | —                  | 28    | 3     | 5       |
| Flamengo          | 2019              | 25                  | 5                   | 3                   | 4                | 0                | 0                | 8                           | 1                           | 0                           | 17                 | 3                  | 1                  | 54    | 9     | 4       |
| Flamengo          | 2020              | 29                  | 2                   | 3                   | 3                | 0                | 0                | 7                           | 0                           | 1                           | 10                 | 1                  | 0                  | 49    | 3     | 5       |
| Flamengo          | 2021              | 31                  | 4                   | 8                   | 8                | 2                | 4                | 11                          | 3                           | 2                           | 13                 | 5                  | 1                  | 63    | 14    | 15      |
| Flamengo          | 2022              | 11                  | 0                   | 0                   | 10               | 0                | 0                | 0                           | 0                           | 0                           | 0                  | 0                  | 0                  | 21    | 0     | 0       |
| Flamengo          | Total             | 118                 | 14                  | 19                  | 29               | 2                | 4                | 29                          | 4                           | 3                           | 40                 | 10                 | 6                  | 215   | 29    | 29      |
| Al-Ettifaq        | 2022–23           | 27                  | 3                   | 2                   | 2                | 1                | 0                | —                           | —                           | —                           | —                  | —                  | —                  | 29    | 4     | 2       |
| Al-Ettifaq        | 2023–24           | 4                   | 2                   | 1                   | —                | —                | —                | —                           | —                           | —                           | —                  | —                  | —                  | 4     | 2     | 1       |
| Al-Ettifaq        | 2024–25           | 31                  | 6                   | 7                   | 2                | 1                | 0                | —                           | —                           | —                           | —                  | —                  | —                  | 33    | 7     | 7       |
| Al-Ettifaq        | Total             | 62                  | 11                  | 10                  | 4                | 2                | 0                | —                           | —                           | —                           | —                  | —                  | —                  | 66    | 13    | 10      |
| Al-Shabab         | 2023–24           | 8                   | 1                   | 0                   | —                | —                | —                | —                           | —                           | —                           | —                  | —                  | —                  | 8     | 1     | 0       |
| Al-Shabab         | Total             | 8                   | 1                   | 0                   | —                | —                | —                | —                           | —                           | —                           | —                  | —                  | —                  | 8     | 1     | 0       |
| Corinthians       | 2025              | 0                   | 0                   | 0                   | 0                | 0                | 0                | —                           | —                           | —                           | —                  | —                  | —                  | 0     | 0     | 0       |
| Corinthians       | Total             | 0                   | 0                   | 0                   | 0                | 0                | 0                | —                           | —                           | —                           | —                  | —                  | —                  | 0     | 0     | 0       |
| Total na carreira | Total na carreira | 322                 | 66                  | 50                  | 50               | 6                | 7                | 54                          | 7                           | 3                           | 94                 | 23                 | 12                 | 512   | 102   | 72      |

- a. ^ Jogos da Copa do Brasil, Copa da Rússia e Copa do Rei
- b. ^ Jogos da UEFA Champions League, Copa Libertadores da América, Liga Europa da UEFA e Recopa Sul-Americana
- c. ^ Jogos do Campeonato Carioca, Supercopa da Rússia, Campeonato Gaúcho, Florida Cup, Recopa Gaúcha, Primeira Liga do Brasil, Florida Cup, Copa do Mundo de Clubes da FIFA e Supercopa do Brasil

### Seleção Brasileira
Abaixo estão listados todos jogos, gols e assistências do futebolista pela Seleção Brasileira, desde as categorias de base. Abaixo da tabela, clique em expandir para ver a lista detalhada dos jogos de acordo com a categoria selecionada.

#### Sub-20
| Ano   |       |      |         |       |
| Ano   | Jogos | Gols | Assist. | Média |
| ----- | ----- | ---- | ------- | ----- |
| 2014  | 2     | 0    | 0       | 0     |
| Total | 2     | 0    | 0       | 0     |

|    | Data                  | Local                        | Resultado | Adversário | Gols | Assist. | Competição |
| -- | --------------------- | ---------------------------- | --------- | ---------- | ---- | ------- | ---------- |
| 1. | 3 de setembro de 2014 | Grand Hamad, Doha, Qatar     | 4–0       | Catar      | 0    | 0       | Amistoso   |
| 2. | 6 de setembro de 2014 | Al-Gharafa, Al Rayyan, Qatar | 3–0       | Palestina  | 0    | 0       | Amistoso   |

#### Sub-23 (Olímpica)
| Ano   |       |      |         |       |
| Ano   | Jogos | Gols | Assist. | Média |
| ----- | ----- | ---- | ------- | ----- |
| 2015  | 3     | 2    | 0       | 0,66  |
| Total | 3     | 2    | 0       | 0,66  |

|    | Data                  | Local                             | Resultado | Adversário           | Gols | Assist. | Competição |
| -- | --------------------- | --------------------------------- | --------- | -------------------- | ---- | ------- | ---------- |
| 1. | 27 de março de 2015   | Kléber Andrade, Cariacica, Brasil | 4–1       | Paraguai             | 2    | 0       | Amistoso   |
| 2. | 9 de outubro de 2015  | Arena da Amazônia, Manaus, Brasil | 6–0       | República Dominicana | 0    | 0       | Amistoso   |
| 3. | 12 de outubro de 2015 | Arena da Amazônia, Manaus, Brasil | 5–1       | Haiti                | 0    | 0       | Amistoso   |

## Títulos
Botafogo
- Campeonato Carioca: 2013

CSKA Moscou
- Campeonato Russo: 2013–14
- Supercopa da Rússia: 2014 e 2018

Internacional
- Campeonato Gaúcho: 2015 e 2016
- Recopa Gaúcha: 2016

Flamengo
- Campeonato Carioca: 2019, 2020 e 2021
- Campeonato Brasileiro: 2019 e 2020
- Copa Libertadores da América: 2019 e 2022
- Supercopa do Brasil: 2020 e 2021
- Recopa Sul-Americana: 2020
- Copa do Brasil: 2022

### Prêmios individuais
- Revelação do Campeonato Carioca: 2013
- Seleção do Campeonato Gaúcho: 2016